# Багадаїс червоновійчастий
Багадаїс червоновійчастий (Prionops retzii) — вид горобцеподібних птахів родини вангових (Vangidae).

## Назва
Вид названо на честь шведського натураліста Андерса Адольфа Ретціуса (1796—1860).

## Поширення
Вид поширений в Східній і Південній Африці в півдня Сомалі на південь до північно-східного краю ПАР та на захід до Анголи та півночі Намібії. Живе у лісах міомбо та вологій лісистій савані.

## Опис
Птах завдовжки 19–24 см, вагою 33-61 г. Це птах з міцною статурою, великою квадратною та витягнутою головою, міцним і загостреним конічним дзьобом, округлими крилами, середнім хвостом з квадратним кінцем, сильними і товстими ногами, хоча не дуже довгими. На голові є характерний чубчик з еректильних пір'їн, який майже непомітний у стані спокою. Оперення блискучого чорного забарвлення, лише спина та крила темно-сіро-коричневі і нижня сторона хвоста біла. Дзьоб і ноги мають тілесно-рожевий колір. Очі досить великі, жовтого кольору. Навколо очей є помітне неоперене періокулярне кільце, тілесно-бежево-рожевого кольору з жовтими поперечними смугами, що схожі на вії.

## Спосіб життя
Птах живе сімейними групами до десяти особин. Полює на комах, інших безхребетних та їхніх личинок. Шлюбний період триває з січня по березень у Східній Африці та з серпня по березень на півдні Африки. Моногамний птах. Гнізда будуються в гущі рослинності. Самиця відкладає 2-5 яєць. Інкубація триває 20 днів. Усі члени групи допомагають у догляді за потомством.

## Підвиди
Включає 4 підвиди:
- Prionops retzii retzii Wahlberg, 1856 — поширений в західній і південній частині ареалу;
- Prionops retzii nigricans (Neumann; 1899) — Ангола, Замбія і Катанга;
- Prionops retzii tricolor Gray, 1864 — поширений у південно-східній частині ареалу;
- Prionops retzii graculinus Cabanis; 1868 — широко розповсюджений у північно-східній частині ареалу.